# デヴィッド・レイフィール
デヴィッド・レイフィール（David Rayfiel、1923年9月9日 - 2011年6月22日）はアメリカ合衆国の脚本家。

## 人物
ニューヨーク・ブルックリン区出身。シドニー・ポラック監督作品の脚本を多く手がけた事で知られる。
2011年6月22日、87歳で死去。

## 主な作品
- いのちの紐 The Slender Thread (1965) ※ クレジットなし
- 雨のニューオリンズ This Property Is Condemned (1966) ※ クレジットなし
- 大反撃 Castle Keep (1969) ※
- 追撃のバラード Valdez Is Coming (1971)
- コンドル Three Days of the Condor (1975) ※
- リップスティック Lipstick (1976)
- SFデス・ブロードキャスト La mort en direct (1980)
- スクープ 悪意の不在 Absence of Malice (1981) ※ クレジットなし
- ラウンド・ミッドナイト Round Midnight (1986)
- モーニングアフター The Morning After (1986) クレジットなし
- ハバナ Havana (1990) ※
- ザ・ファーム 法律事務所 The Firm (1993) ※
- わかれ路 Intersection (1994)
- サブリナ Sabrina (1995) ※

※はシドニー・ポラック監督作品。